# Sandeep Tomar
Sandeep Tomar (2 kwietnia 1991) – indyjski zapaśnik walczący w stylu wolnym. Olimpijczyk z Rio de Janeiro 2016, gdzie zajął piętnaste miejsce w kategorii 57 kg.
Siódmy na mistrzostwach świata w 2017. Dziesiąty na igrzyskach azjatyckich w 2018. Złoty medalista mistrzostw Azji w 2016. Brązowy medalista halowych igrzysk azjatyckich w 2017. Mistrz Wspólnoty Narodów w 2013 i 2016. Wojskowy mistrz świata w 2014. Ósmy w Pucharze Świata w 2018 roku.
Zawodnik JSW Group w lidze Pro Wrestling.